# Vista Alegre, Argentina
Vista Alegre är en ort i Argentina.   Den ligger i provinsen Neuquén, i den sydvästra delen av landet, 1 000 km sydväst om huvudstaden Buenos Aires. Vista Alegre ligger 336 meter över havet och antalet invånare är 2 857.
Terrängen runt Vista Alegre är platt, och sluttar österut. Närmaste större samhälle är Centenario, 9,9 km sydost om Vista Alegre.
Omgivningarna runt Vista Alegre är i huvudsak ett öppet busklandskap. Runt Vista Alegre är det ganska glesbefolkat, med 50 invånare per kvadratkilometer.